# Saint-Arnoult-en-Yvelines
Saint-Arnoult-en-Yvelines é uma comuna francesa na região administrativa da Île-de-France, no departamento de Yvelines. A comuna possui 5811 habitantes segundo o censo de 1990.